# East to West (песня)
«East to West» — песня американской группы христианского рока Casting Crowns, вышедшая 1 июля 2007 года на лейбле Beach Street Records  в качестве ведущего сингла с третьего студийного альбома The Altar and the Door (2005). Песня написана Марком Холлом и Берни Хермсом и спродюсирована Марком А. Миллером.
Лирически песня посвящена концепции прощения. Песня была встречена музыкальными критиками от положительной до смешанной оценки и получила две награды на 39-й церемонии GMA Dove Awards: Песня года и Поп/Современная песня года. Она также была номинирована на премию «Грэмми» за лучшее госпел-исполнение на 51-й церемонии вручения премии «Грэмми».
За первую неделю песня «East to West» получила 78 добавлений, что стало рекордом на христианских радиостанциях. Песня достигла пика в пяти форматах чартов, а также заняла 25-е место в чарте Billboard Bubbling Under Hot 100 Singles. Она заняла шестое место в чарте Billboard Hot Christian Songs по итогам десятилетия и седьмое место в чарте Billboard Hot Christian AC по итогам десятилетия. Кроме того, он занял 15 первых мест в чартах Hot Christian Songs и Hot Christian AC по итогам 2007 и 2008 годов.

## Отзывы
После выхода альбома The Altar and the Door песня «East to West» была встречена критиками как положительно, так и неоднозначно. Кевин Макнис из журнала New Release Tuesday назвал песню «мощной песней и моментом», а Стив Морли из United Methodist Communications отметил, что песня «предлагает благодать для путешествия» и «подчёркивает сокрушающую грех силу смерти и воскресения Иисуса». Андри Фариас из Christianity Today была настроена более негативно, заявив, что песня слишком долго доходит до своей кульминации.
На 39-й церемонии GMA Dove Awards песня «East to West» получила награды в номинациях «Песня года» и «Поп/современная песня года». Она также была номинирована на премию «Грэмми» за лучшее госпел-исполнение на 51-й церемонии вручения премии «Грэмми».

## Чарты
| Чарт (2007—2008)                         | Высшая позиция |
| ---------------------------------------- | -------------- |
| Billboard Hot Christian Songs            | 1              |
| Billboard Hot Christian AC               | 1              |
| Radio & Records Christian AC Monitored   | 1              |
| Radio & Records Christian AC Indicator   | 1              |
| Radio & Records INSPO                    | 1              |
| Billboard Bubbling Under Hot 100 Singles | 25             |

| Чарт (2007)                   | Позиция |
| ----------------------------- | ------- |
| Billboard Hot Christian Songs | 8       |
| Billboard Hot Christian AC    | 9       |
| Чарт (2008)                   | Позиция |
| Billboard Hot Christian Songs | 12      |
| Billboard Hot Christian AC    | 14      |

| Чарт (2000-е)                 | Позиция |
| ----------------------------- | ------- |
| Billboard Hot Christian Songs | 6       |
| Billboard Hot Christian AC    | 7       |

## Сертификации
| Регион                                                                      | Сертификация | Продажи   |
| --------------------------------------------------------------------------- | ------------ | --------- |
| США (RIAA)                                                                  | Платиновый   | 1 000 000 |
| Данные о продажах + прослушиваниях приведены только на основе сертификации. |              |           |